# Rodolphe Lindt

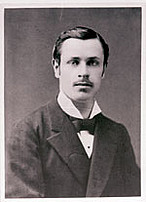
Rodolphe Lindt (1880)

Rodolphe Lindt, eigentlich Rudolf Lindt (* 16. Juli 1855 in Bern; † 20. Februar 1909 ebenda), war ein Schweizer Schokoladenfabrikant und Erfinder. Er war Gründer der Chocolademanufaktur Lindt sowie Erfinder der Conchiermaschine und anderer Verfahren zur Verbesserung der Schokoladenqualität.

## Leben
Er war der Sohn des Apothekers und Politikers Johann Rudolf Lindt aus der Familie Lindt sowie von dessen Gattin Amalia Eugenia geborene Salchli. Von 1873 bis 1875 absolvierte er in Lausanne eine Lehre beim Schokoladebetrieb Amédée Kohler & fils. 1879 gründete er eine eigene Schokoladenfabrik im Mattequartier an der Aare in Bern.
Noch im Dezember desselben Jahres gelang ihm die Verbesserung der damals noch sehr mässigen Schokoladenqualität durch die Entwicklung der Conchiermaschine, eines Längsrührwerks zur Verfeinerung der Konsistenz und Verflüchtigung unerwünschter Aromen. Auch gab er als Erster Kakaobutter in die Schokoladenmasse. Diese zwei Neuerungen trugen wesentlich zur hohen Qualität der Schweizer Schokolade bei.
1899 verkaufte Lindt seine Fabrik und das «Geheimnis» des Conchierens an die Chocolat Sprüngli AG, die seitdem unter dem Namen Lindt & Sprüngli AG firmiert. Für die Markenrechte und die Lindt-Rezepte musste Sprüngli 1,5 Millionen Goldfranken bezahlen. Lindt führte den «Berner Zweig» von Lindt & Sprüngli noch bis 1905, vier Jahre vor seinem Tod.